# 38 cm SK L/45 Max
38 cm SK L/45 Max — немецкая тяжёлая осадная и береговая пушка времён Первой мировой войны, железнодорожное орудие калибра 38 см. Разработана фирмой Krupp, чтобы вооружить линкоры ВМФ Германии класса «Бавария».

## История
Первоначально — военно-морская пушка, но была адаптирована для наземной службы, из-за задержки сдачи в эксплуатацию судов была адаптирована для наземной службы. Первое орудие появилось на позиции (например, под Верденом в феврале 1915 года), но был серьёзный недостаток длительные сроки подготовки необходимых бетонных огневых точек. Чтобы удовлетворить запросы большей мобильности и более быстрый ввод в батарею, в 1917 году Крупп разработал комбинированный железнодорожный лафет.
Два из этих орудий впервые вступили в действие в результате обстрела Вердена. Последние варианты участвовали в 1918 году весеннем наступлении, и втором сражении на Марне.
Одна пушка была захвачена в городе Коекеларе (16 октября 1918 г.) бельгийцами в конце войны и семь уцелевших пушек были уничтожены в 1921 и 1922 (в рамках выполнения условий Версальского договора). Бельгийцы продали своё орудие французам в 1924 году в экспериментальных целях. В 1940 году оно было захвачено немцами после капитуляции Франции, но не использовалось.

## Сохранившийся экземпляр
В октябре 2014 года открылся новый музей, посвящённый орудию «Макс», в муниципалитете Коекеларе. Главной темой музея стала немецкая 38 см SK L/45 пушка.

## Характеристики
- Всего построено: 8
- Тип: корабельная пушка
- Разработан: 1912-1914
- Производитель: Крупп
- Производился: 1914-1918
- Вес: 267,9 тонн
- Длина: 31,61 м
- Длина ствола: 16,13 м
- Калибр: 38 сантиметров
- Начальная скорость снаряда: 800 до 1040 м/с
- Эффективная дальность стрельбы: 22200 м
- Максимальная дальность стрельбы: 47500 м